# Serramonacesca
Serramonacesca ist eine Gemeinde mit 496 Einwohnern und liegt in der Nähe von Manoppello und Roccamontepiano in der Provinz Pescara. Das gesamte Territorium der Gemeinde liegt innerhalb der Grenzen des Nationalparks Majella.

## Geografie
Die Gemeinde erstreckt sich über ca. 23 km².
Zu den Ortsteilen (Fraktionen) zählen Colle Serra, Garifoli, San Gennaro und San Ienno.
Die Nachbargemeinden sind: Casalincontrada, Lettomanoppello, Manoppello, Pretoro und Roccamontepiano.

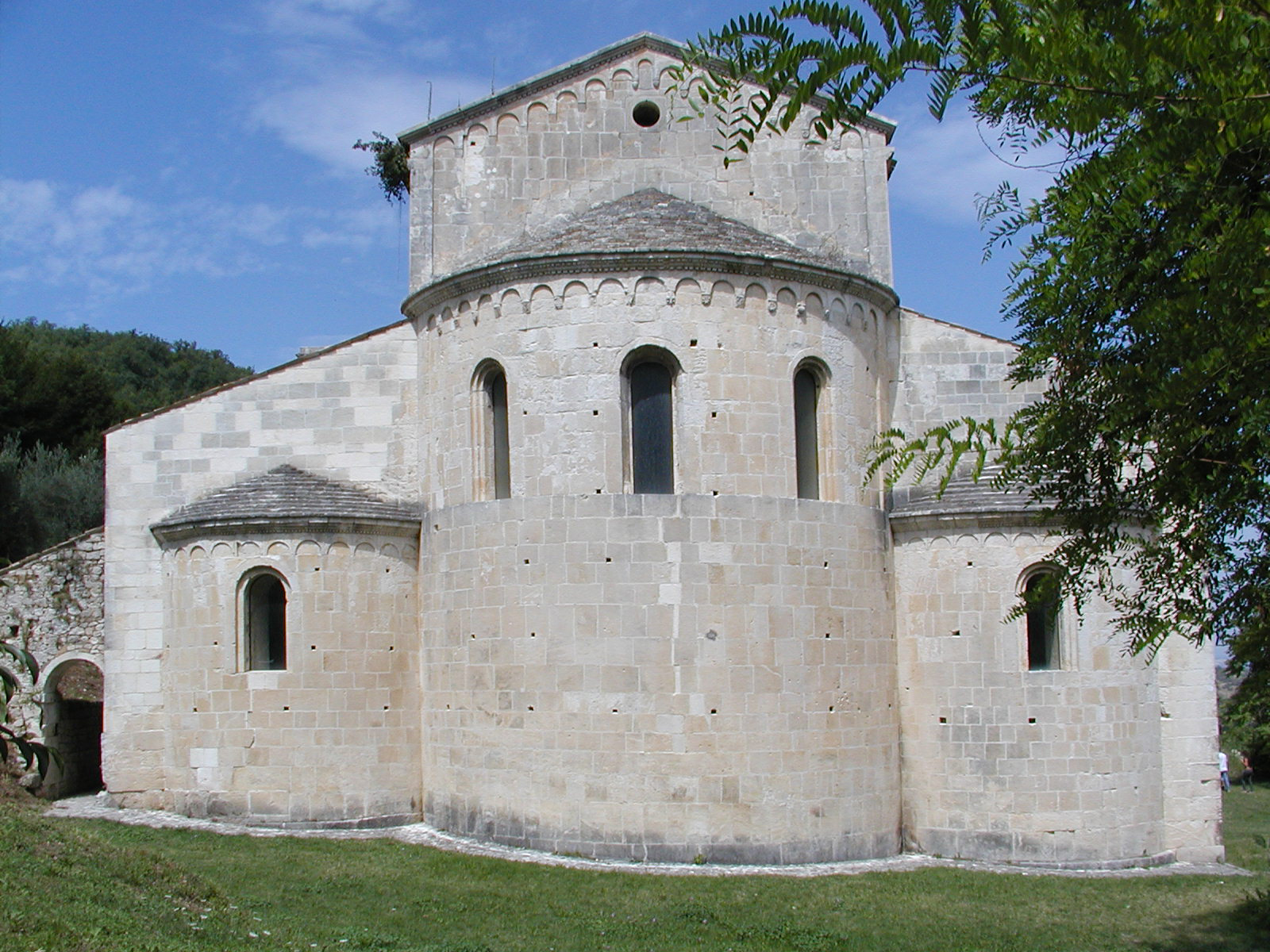
Die Abbazia di San Liberatore a Majella

## Sehenswertes
Die Abbazia di San Liberatore a Majella wurde im 11. Jahrhundert erbaut. Der Campanile ist einer der ältesten in den Abruzzen.

## Weinbau
In der Gemeinde werden Reben der Sorte Montepulciano für den DOC-Wein Montepulciano d’Abruzzo angebaut.